# Droga krajowa B503 (Niemcy)
Droga krajowa 503 (niem. Bundesstraße 503) – niemiecka droga krajowa przebiegająca na osi wschód-zachód, północ-południe i jest połączeniem drogi B76 z Kilonii i dalej z autostradą A215 w północnym Szlezwiku-Holsztynie.
Droga, jest oznakowana jako B503 od 1972. Powstała w ramach inwestycji na igrzyska olimpijskie w 1972 jako fragment obwodnicy Kilonii oraz połączenie z B76 biegnącą wzdłuż wybrzeża półwyspu na północ od Kilonii.